# Dobromir Žečev
Dobromir Žečev, traslitterato anche come Dobromir Zevchev o Dobromir Jetchev (Sofia, 12 novembre 1942), è un allenatore di calcio ed ex calciatore bulgaro, di ruolo difensore.

## Palmarès

### Giocatore

#### Competizioni nazionali
- Campionato bulgaro: 2

Levski Sofia: 1969-1970, 1973-1974
- Coppa di Bulgaria: 2

Levski Sofia: 1970, 1971